# Hiromichi Katano
Hiromichi Katano (jap. 片野 寛理 Katano Hiromichi, * 6. April 1982 in Funabashi, Präfektur Chiba) ist ein japanischer Fußballspieler.

## Karriere

### Spieler
Das Fußballspielen erlernte Kazuki Murakami auf der Juntendo-Universität. Seinen ersten Vertrag unterschrieb er 2005 beim Tochigi SC. Hier absolvierte er 34 Spiele. 2008 wechselte er zum Viertligisten SP Kyōto FC. Nach einer Saison wechselte er 2009 zum Zweitligisten Giravanz Kitakyūshū. Nach 27 Spielen in der J2 League unterschrieb er 2011 einen Vertrag bei Osotspa Saraburi in Thailand. Osotspa spielte in der Thai Premier League, der höchsten Spielklasse des Landes. Hier absolvierte er 110 Spiele. 2015 unterzeichnete er einen Vertrag bei Hong Kong Rangers FC, einem Verein, der in Hongkong beheimatet ist.
2016 ging er nach Thailand zurück und unterschrieb in Sukhothai einen Vertrag bei Sukhothai FC, einem Verein, der in der Ersten Liga spielte. Nach 2 Jahren und 58 Spielen wechselte er 2018 nach Trat zum Zweitligisten Trat FC. Am Ende der Saison feierte er mit Trat die Vizemeisterschaft und den Aufstieg in die erste Liga. Nach dem Aufstieg verließ er den Verein und ging nach Sisaket, wo er einen Vertrag beim Zweitligisten Sisaket FC unterschrieb. Am Ende der Saison 2020/21 musste er mit Sisaket in die dritte Liga absteigen. Ende August 2021 nahm ihn der Erstligaabsteiger Trat FC unter Vertrag. Am Ende der Saison 2022/23 feierte er mit dem Verein aus Trat die Vizemeisterschaft und den Aufstieg in die erste Liga. Nach dem Aufstieg verließ er den Verein und schloss sich im Juli 2023 dem Zweitligisten Rayong FC an. Die Saison 2023/24 wurde er mit Rayong Tabellendritter und qualifizierte sich somit für die Aufstiegsspiele zur ersten Liga. Hier konnte man sich gegen den Nakhon Si United FC durchsetzen und stieg in die erste Liga auf.

### Trainer
Zu Beginn der Saison 2022/23 übernahm Katano beim Trat FC zusätzlich das Amt des Co-Trainers.

## Erfolge
Sukhothai FC
- Thailändischer Pokalsieger: 2016

Trat FC
- Thailändischer Zweitligavizemeister: 2022/23  ▲